# Jeff Cosgrove
Jeffrey Daniel Cosgrove, auch Jeff Cossgrove (* um 1985), ist ein US-amerikanischer Jazzmusiker (Schlagzeug, auch Komposition).

## Leben und Wirken
Cosgrove wuchs in der Hauptstadtregion um Washington, D.C. auf. Er entwickelte ein breites Spektrum musikalischer Interessen: so hat er mit Blues- und Rockbands sowie mit Singer-Songwritern wie Rory Block, Stephanie Nakasian und Rod Piazza zusammengearbeitet und nennt B. B. King, Howlin’ Wolf, The Grateful Dead, Wilco, Andrew Bird, Jimi Hendrix und Phish als zentrale Einflüsse. Seine Vorbilder im Jazz-Schlagzeugspiel sind Paul Motian, Elvin Jones, Joe Chambers, Ben Riley und Roy Haynes. Unterricht hatte er bei Andrew Cyrille, Matt Wilson, Joe Hunt, Tony Martucci und Mike Shepherd.
Seit den 2010er-Jahren arbeitete Cosgrove u. a. mit Ivo Perelman, Matthew Shipp, Noah Preminger und Scott Robinson. Mit Frank Kimbrough und Martin Wind entstand das Album Conversations with Owls (2015). Seine Beschäftigung mit der Musik von Paul Motian mündete in das Album The Music of Paul Motian: For the Love of Sarah (2011), gefolgt von Alternating Current mit weiterem Material Motians.
2020 erschien das Album History Gets Ahead of the Story, auf dem Cosgrove die Kompositionen des Bassisten William Parker interpretierte, eingespielt mit Jeff Lederer und John Medeski. Im Bereich des Jazz war er laut Tom Lord zwischen 2011 und 2021 an acht Aufnahmesessions beteiligt. Mit Jeff Lederer und Mark Lysher legte Cosgrove 2023 das Album Welcome Home vor.
Laut Mark Corroto (All About Jazz) besteht Cosgroves Ansatz darin, eher als Kolorist denn als Impulsgeber zu agieren. Entsprechend sei die Musik  auf Cosgroves Album Hunters & Scavengers mit Scott Robinson und Ken Filiano ein gemeinsames Anliegen, und die drei Musiker stünden ständig im Dienst des Klangs.

## Diskographische Hinweise
- The Music of Paul Motian: For the Love of Sarah (2011), mit Jamie Masefield, Mat Maneri, John Hébert
- Jeff Coscove: Alternating Current (2014) mit Matthew Shipp, William Parker
- Ivo Perelman, Matthew Shipp, Jeff Cosgrove: Live in Baltimore (2017)
- Jeff Cosgrove, Scott Robinson, Ken Filiano: Hunters & Scavengers (2019)
- Jeff Cosgrove, Scott Robinson, Ken Filiano: 12.9.18 Twins Jazz, Washington, DC (2019)
- Matthew Shipp, William Parker, Jeff Coscove: Near Disaster (2019)
- Jeff Cosgrove, John Medeski, Jeff Lederer: History Gets Ahead of the Story (2020)
- Jeff Cosgrove, Noah Preminger, Kim Cass: Confusing Motion for Progress (2023)